# Ганс Зенгольц
Ганс Ф. Зенгольц (нім. Hans Sennholz; 3 лютого 1922 — 23 червня 2007) — американський економіст німецького походження, послідовник Австрійської школи економіки та автор багатьох праць. Зенгольц навчався у Людвіга фон Мізеса та захистив дисертацію під його керівництвом. Повернувшись до Німеччини після перебування у таборі військовополонених в США під час Другої світової війни, Зенгольц здобув наукові ступені в університеті Марбурга в 1948 році та університеті Кельна в 1949 році. Потім він переїхав до США, щоб здобути ступінь доктора філософії в Нью-Йоркському університеті, де став першим аспірантом Мізеса в США. У 1956—1992 роках викладав економіку в Коледжі Гроув-Сіті. Після виходу на пенсію став президентом Фонду економічної освіти (1992—1997).

## Життєпис
Ганс Зенгольц народився 3 лютого 1922 року в Бергкамені, Німеччина. Він був призваний до німецького Люфтваффе під час Другої світової війни і був збитий під час служби в Північній Африці. Він опинився в таборі військовополонених коло Остіна, Техас.
Виявилося, що в нього були родичі, які емігрували США в 1920-х роках і випадково жили у цьому районі. Вони поручилися за нього, щоб він міг вступити до Техаського університету в Остіні. Його супроводжував військовий поліцейський, який стояв у класі у нього за спиною.
У 1946 році Зенгольц повернувся до Німеччини. Він навчався в Марбурзькому університеті та отримав диплом економіста в 1948 році. У 1949 році він отримав ступінь доктора політичних наук у Кельнському університеті. Переглядаючи бібліотеку Марбурзького університету, він натрапив на німецькомовні видання «Теорії грошей і кредиту» та «Соціалізму» Людвіга фон Мізеса і був глибоко вражений їхньою глибокодумністю та науковістю.
Після короткого періоду роботи юристом у Кельні Зенгольц повернувся до США, щоб продовжити кар'єру в бізнесі, і вступив до Нью-Йоркського університету, щоб отримати ще один диплом. В той же час він дізнався, що Мізес викладав в Нью-Йоркському університеті. Ганс записався на один із курсів Мізеса і незабаром вирішив отримати ступінь під його керівництвом. За спогадами Зенгольца, коли він розповів Мізесу, що хотів би, щоб той став його науковим керівником, Мізес різко відмовив йому. Відповідно до Зенгольца, Мізес сказав, що багато хто хотів би написати дисертацію під його керівництвом, але лише деякі були достатньо кваліфікованими. Потім Зенгольц дізнався, що університет надавав дуже мало наукових ступенів, і, мабуть, Мізес не хотів бути науковим керівником в потенційно невдалого кандидата. Через 6 тижнів Зенгольц знов попросив Мізеса бути його науковим керівником, і в цей раз, той погодився. Зенгольц вважає, що Мізес змінив думку, коли дізнався, що Ганс отримав ступінь доктора політичних наук в Кельнському університеті, коли йому було 27 років.
Впродовж наступних років Зенгольц займався не тільки написанням дисертації, але й, на замовлення підприємця Фредеріка Наймейера, перекладав на англійську праці Ойґена Бем-Баверка, австрійського економіста, представника Австрійської школи та викладача Мізеса. В 1954 році Зенгольц почав викладацьку кар'єру в Айона-Коледжі (зараз — Університет Айона). У 1954 році Зенгольц отримав ступінь доктора філософії в економіці. В 1955 році було опубліковано його дисертацію під назвою «Як вижити Європі?» (англ. How Can Europe Survive?). Зенгольц став першим студентом в США, хто написав дисертацію та отримав ступінь доктора філософії під керівництвом Мізеса.
Під час навчання в Нью-Йоркському університеті Ганс дізнався про Фонд економічної освіти через Мізеса, який регулярно читав лекції на семінарах Фонду. Невдовзі він познайомився із секретаркою Леонарда Ріда, Мері Гоман. Вони з Мері одружилися в рік, коли Зенгольц закінчив Нью-Йоркський університет. Їхній шлюб тривав 52 роки.
В 1956 році Зенгольц став завідувачем кафедри економіки в Гроув-Сіті-Коледжі. Ганс викладав економіку в Гроув-Сіті-Коледжі протягом 36 років, з 1956 по 1992 рік. Будучи завідувачем кафедри, він зміг зрушити програму з економіки в напрямі Австрійської школи та вільного ринку. Серед відомих учнів Зенгольца в Гроув-Сіті-Коледжі були Волтер Ґрайндер, віце-президент Інституту Гуманітарних Наук в Університеті Джорджа Мейсона, Джефрі Гаммел, викладач економіки в Університеті штату Каліфорнія в Сан-Хосе, Алехандро Чафуен, директор Acton Institute, організації, що просуває ідеї вільного суспільства, Філіп Натаф, викладач економіки в Університеті Париж-Дофін, та Пітер Бьотке, викладач економіки в Університеті Джорджа Мейсона.
Зенгольц також працював у Раді довірених осіб Фонду економічної освіти (1969—1991), а після виходу на пенсію з Гроув-Сіті-Коледжу став президентом Фонду (1992—1997). Під час його перебування на посаді Фонд розширив свої публікації та продовжив свою давню традицію літніх семінарів у Фонді. Він також продовжив традицію Леонарда Ріда надсилати повідомлення та звіти друзям Фонду через інформаційний бюлетень Notes from FEE. На додаток, Зенгольц був запрошеним лектором в Школі Свободи Роберта Лефевра. Крім того, Зенгольц був запрошеним дослідником в Інституті Мізеса.
Зенгольц помер 23 червня 2007 року в Гроув-Сіті.

## Особисте життя
Дружина: Мері Гоман Зенгольц (одр. в 1954 році), померла в 2017 році у віці 103 років. Мері працювала відповідальним секретарем і судовим репортером у Департаменті освіти Пенсільванії. Після початку Другої світової війни в 1941 році їй запропонували посаду у Вашингтоні, у виконавчому офісі президента, де вона керувала групою секретарів, працюючи з сенаторами, конгресменами та високопосадовцями в уряді. Вона працювала під керівництвом Франкліна Д. Рузвельта та Гаррі Трумена. У 1947 році вона приєдналася до Фонду економічної освіти, де вона познайомилася зі своїм чоловіком. Мері Зенгольц є автором біографії американського бізнесмена та філантропа, одного із спонсорів Гроув-Сіті-Коледж, Дж. Говарда П'ю,— «Віра і свобода: Біографічний нарис великого американця: Дж. Говарда П'ю» (англ. Faith and Freedom: A Biographical Sketch of a Great American: J. Howard Pew).
Син: Роберт.

## Вплив Зенгольца
Кандидат у президенти США 2008 та 2012 років Рон Пол приписує свій інтерес до економіки зустрічі та подальшому знайомству із Зенгольцом.
Коли Зенгольц та його дружина зустріли президента США Рональда Рейгана, той сказав Зенгольцу: «я запозичував у Вас роками».
Зенгольц також мав великий вплив на формування поглядів Пітера Бьотке, викладача економіки в Університеті Джорджа Мейсона. Бьотке пише, що лекції Зенгольца мали на нього трансформуючий вплив: він вирішив здобути ступінь доктора філософії в економіці. Бьотке також пише, що праці Зенгольца мають тривалу актуальність.

## Праці Зенгольца
Зенгольц є автором багатьох книг англійською та німецькою мовами, а також понад 500 статей з економіки. Крім того, Зенгольц переклав кількох класиків Австрійської школи.

### Вибрані книги
- «Поділена Європа» (англ. Divided Europe; 1955)
- «Як вижити Європі?» (англ. How Can Europe Survive?; 1955)
- «Велика Депресія» (англ. The Great Depression; 1969)
- «Інфляція або золотий стандарт?» (англ. Inflation or Gold Standard?; 1973)
- «Смерть і податки» (англ. Death and Taxes; 1976)
- «Епоха інфляції» (англ. Age of Inflation; 1977)
- «Підпільна економіка» (англ. The Underground Economy; 1984)
- «Гроші і свобода» (англ. Money and Freedom; 1985)
- «Політика безробіття» (англ. The Politics of Unemployment; 1987)
- «Борги та дефіцити» (англ. Debts and Deficits; 1987)
- «Велика депресія: чи повторимо ми її?» (англ. The Great Depression: Will We Repeat It?; 1988)
- «Порятунок заощаджень і позик» (англ. The Savings and Loan Bailout; 1989)
- «Три економічні заповіді» (англ. Three Economic Commandments; 1990)
- «Перші вісімдесят років Гроув-Сіті-Коледж» (англ. The First Eighty Years of Grove City College; 1993)
- «Блиск золота» (англ. The Lustre of Gold; 1995)
- «Розміркування і спогад» (англ. Reflection and Remembrance; 1997)
- «Сіючи вітер» (англ. Sowing the Wind; 2004)
- «Продовження епохи інфляції» (англ. Age of Inflation Continued; 2006)

### Вибрані статті
- «Привид під назвою „Монополія“» (англ. The Phantom Called "Monopoly"; 1960) — в журналі Фрімен
- «Велика депресія» (англ. The Great Depression; 1969) — в журналі Фрімен
- «Всемогутній уряд» (англ. Omnipotent Government; 1970) — в журналі Фрімен
- «Що ми можемо знати про світ» (англ. What We Can Know About the World; 1970) — в журналі Фрімен
- «Прогнозування» (англ. Forecasting; 1970) — в журналі Фрімен
- «Причини інфляції» (англ. The Causes of Inflation; 1972) — в журналі Фрімен
- «Немає нестачі золота» (англ. No Shortage of Gold; 1973) — в журналі Фрімен
- «Споживання капіталу» (англ. Capital Consumption; 1976) — в журналі Фрімен
- «Символ хаосу: бензоколонка» (англ. A Symbol of Chaos : The Gas Pump; 1979) — в журналі Фрімен
- «Напруженість у Польщі» (англ. Tensions in Poland; 1981) — в журналі Фрімен
- «Безробіття в Пуерто-Ріко» (англ. Unemployment in Puerto Rico; 1983) — в журналі Фрімен
- «Робітники та роботи» (англ. Workers and Robots; 1983) — в журналі Фрімен
- «Закон Девіса-Бекона» (англ. The Davis-Bacon Act; 1984) — в журналі Фрімен
- «Ідеологічні корені профспілкового руху» (англ. Ideological Roots of Unionism; 1984) — в журналі Фрімен
- «Жінки, робота та заробітна плата» (англ. Women, Work and Wages; 1984) — в журналі Фрімен
- «Пропозиція робочої сили» (англ. The Supply of Labor; 1984) — в журналі Фрімен
- «Попит на робочу силу» (англ. The Demand for Labor; 1985) — в журналі Фрімен
- «Протекціонізм і безробіття» (англ. Protectionism and Unemployment; 1985) — в журналі Фрімен
- «Циклічне безробіття» (англ. Cyclical Unemployment; 1986) — в журналі Фрімен
- «Інфляція та безробіття» (англ. Inflation and Unemployment;1986) — в журналі Фрімен
- «Мінімальна заробітна плата» (англ. Minimum Wages; 1995) — в журналі Фрімен
- «Марш Росії від комунізму» (англ. Russia’s March from Communism; 2002) — в Mises Daily Articles
- «Аргентина на межі» (англ. Argentina on the Brink; 2002) — в Mises Daily Articles
- «Дефіцити мають значення» (англ. Deficits Do Matter; 2004) — в журналі Фрімен

## Позиція Зенгольца з ключових економічних питань

### Інфляція
Зенгольц визначає інфляцію як створення грошово-кредитними органами нових грошей, що помітно підвищує ціни на товари та знижує купівельну спроможність грошей. Зенгольц негативно ставиться до інфляції, оскільки вона поступово розмиває особисті заощадження, перерозподіляє багатство між боржниками та кредиторами на користь боржників, породжує економічні цикли (період стримування та стимулювання, бум з наступним спадом), що завдають незчисленної шкоди мільйонам людей. Знецінення грошей, свою чергою, провокує здійснення державного контролю над цінами та заробітною платою, обов'язкового розподілу шляхом виділення державою коштів та нормування, введення обмежувальних квот на імпорт, підвищення тарифів та додаткових зборів, заборони на закордонні поїздки та інвестиції та впровадження багатьох інших державних обмежень на людську діяльність.
Головною причиною інфляції Зенгольц називає втілену по всьому світу ідею того, що держави (в особі їхніх урядів) мають контролювати гроші. Відповідно до Зенгольца, скрізь, де існує монопольна влада держави над грошима, гроші надуваються, знецінюються і, зрештою, знищуються. Зенгольц спостерігає, як держави поступово встановили монопольну владу над грошима. Спочатку було встановлено монополію на чеканку металевих грошей: суверени заборонили приватну чеканку монет, і чеканка стала особливою прерогативою суверенної влади, що відбивалось на грошах в прямому сенсі — на них зображували або суверена, або його улюблені емблеми. Після встановлення монопольної влади на чеканку монет відбулось наступне: монетний двір тепер міг стягувати будь-яку ціну за монети, які він виготовляв, або він міг зменшити вміст дорогоцінних металів у монетах і, таким чином, отримати дохід через знецінення монет. Зенгольц зазначає, що після того, як чеканка монет стала виключною прерогативою суверена (держави), ніхто вже більше не ставив під сумнів право суверена обрізати, зменшувати чи знижувати курс монети.
Крім того, Зенгольц вказує на те, що зниженню курсу монет сприяло відокремлення назви грошової одиниці від її ваги. У той час як оригінальні назви монет вказували на певну вагу і, таким чином, відображали, скільки золота чи срібла міститься в монетах — фунт, лівр, шилінг, марка тощо — нові назви не мали жодного посилання на вагу. Фунт стерлінгів більше не був фунтом чистого срібла, а будь-чим, що суверен міг визначити як національну грошову одиницю.
Наступним кроком до встановлення повного державного контролю над грошима стало прийняття законів про законний платіжний засіб, який диктує людям, якими можуть бути їхні законні гроші. Зенгольц зазначає, що там, де дотримуються звичайного договірного права, такі закони є зайвими та безглуздими. Однак, якщо уряд воліє випустити монети нижчої якості або знецінені паперові купюри, він повинен застосувати примус у формі законодавства про законний платіжний засіб. Зенгольц звертає увагу на те, що за допомогою законів про законний платіжний засіб уряд може пускати в обіг зношені або монети зі зниженим курсом разом із оригінальними монетами, фальсифікувати співвідношення обміну між золотими та срібними монетами та погашати свій борг за допомогою монет із завищеною вартістю або здійснювати платежі сильно знеціненими паперовими грошима.
Подальшим кроком у встановленні повного державного контролю над грошима стало впровадження грошей у вигляді паперових банкнот та вкладів до вимоги.  Зенгольц пояснює, що поки уряди повинні були здійснювати платежі товарними грошима, інфляційна політика обмежувалася примітивними методами знецінення монет. Однак, з появою паперових грошей і вкладів до вимоги, влада держави значно зміцнилася, а масштаби інфляції значно розширилися. Спочатку люди познайомилися з паперовими грошима як із простою заміною власне грошей, якими було золото чи срібло. Тоді уряд почав вилучати дорогоцінні монети з індивідуальних готівкових запасів і концентрувати їх у своїй скарбниці або центральному банку, таким чином замінивши класичний золотомонетний стандарт на золотозливковий стандарт. І нарешті, коли люди звикли до паперових грошей, уряд міг відмовити у всіх претензіях на викуп і встановити власний фіатний (встановлений на розсуд уряду) стандарт. Так, пояснює Зенгольц, було знято всі обмеження щодо інфляції.
Останнім кроком  на шляху до абсолютного державного контролю над грошима та їх остаточного знищення є призупинення міжнародних платежів золотом. Зенгольц звертає увагу на те, що в такому випадку уряд може девальвувати валюту, і таким чином, фактично буде мати місце часткове невиконання уряду за міжнародними зобов'язаннями. Альтернативно, уряд може  припинити виконувати будь-які платіжні зобов'язання.
Зенгольц підсумовує: зменшення свободи в монетарній сфері та посилення державної влади над грошима призвели до нашої епохи інфляції. Крок за кроком держава встановлювала контроль над грошима не лише як над важливим джерелом державного доходу, але й як над життєво важливим командним пунктом економіки. Результат — триваюча інфляція. Звідси Зенгольц виводить наступне: тільки свобода в монетарній сфері може забезпечити стабільність.

### Економічні цикли
Зенгольц визначає економічний цикл як видимі зміни, що відбуваються умовах господарювання протягом періоду часу. За економічним бумом слідують вражаючі кризи та болісні реорганізації, які зазвичай називають депресіями. Зенгольц зазначає, що протягом економічного циклу фактори виробництва зазнають радикальних змін в попиті: в умовах буму вони працюють понаднормово, а під час кризи — простоюють. Ці фактори отримують користь у формі зростання цін і доходів під час економічного буму та зазнають приголомшливих втрат під час депресії. Робоча сила має зростаючі зарплати та привілеї під час буму, а під час депресії — стикається із безробіттям.
Спільною причиною всіх циклів Зенгольц вважає грошову та кредитну експансію, тобто зростання кількості грошей та розширення кредиту. Він зазначає, що держава (в особі уряду та грошово-кредитних органів) може свідомо та цілеспрямовано проводити політику такої експансії, переслідуючи власні цілі, наприклад, забезпечення повної зайнятості, економічний перерозподіл, або власне зростання чи зміцнення своєї влади. Альтернативно, уряд може монополізувати емісію законних платіжних засобів і нав'язати інституційне середовище, яке неминуче порушить економічний порядок.
Зенгольц відкидає теорії, що пояснюють економічні цикли труднощами розподілу праці — покращеннями в розподілі праці (тобто все більша спеціалізація праці) або перевиробництвом. Зенгольц вказує на те, що, якби покращення у розподілі праці спричиняли депресію та безробіття, економічний цикл у найпродуктивніших країнах із найрозвиненішим поділом праці мав би бути найжорсткішим та болючим. За судорожними бумами мали б наставати глибокі депресії. Однак, зазначає Зенгольц, це не так. Депресії та безробіття найгірші в нерозвинених країнах, тобто там, де розподіл праці не такий спеціалізований, як у розвинених. Крім того, Зенгольц звертає увагу на те, що якби покращення у розподілі праці дійсно спричиняли б депресію, економічні цикли за останні десятиріччя мали б погіршитись, оскільки по всьому світі відбулись покращення в розподілі праці. Однак, всі економічні спади були м'якшими, ніж Велика депресія 1930-х років. Крім того, підкреслює Зенгольц, кожне вдосконалення технології, кожний новий інструмент виробництва, які є плодами розподілу праці, мали б спричинити нову депресію та масове безробіття. Кожне вдосконалення американської комп'ютерної технології, наприклад, має породжувати новий цикл. Однак, підсумовує Зенгольц, економічна реальність є іншою. Так само Зенгольц заперечує перевиробництво, як причину економічних циклів. «Вказувати на „перевиробництво“ як на причину економічних циклів означає ігнорувати необмежені потреби та бажання більшості людей. Поки мільйони людей голодують, а тисячі гинуть від голоду та злиднів, говорити про перевиробництво нерозумно», — пише він.
Крім того, Зенгольц відкидає теорії, що пояснюють економічні цикли капіталістичною системою, яка дозволяє приватну власність на засоби виробництва. Ті теорії вбачають причини економічних циклів або в недоліках капіталістичного розподілу доходу, або в характері капіталістичного виробництва. Прихильники таких теорій зосереджуються на одній або декількох особливостей капіталістичного порядку, і називають їх тривожними факторами, які нібито порушують економічну рівновагу і, таким чином, створюють економічний цикл. Вони сходяться на тому, що приватна власність постійно породжує нестабільність і безробіття. Тому, вони вимагають від держави усунути зазначені «вади» або скасувати систему приватної власності.
Однак, зазначає Зенгольц, саме втручання держави, її монополія в монетарній політиці й спричиняє економічні цикли, як показав аналіз, здійснений Людвігом фон Мізесом, з використанням Рікардіанського аналізу, теорії капіталу та інтересу Бем-Баверка та пояснення Вікселя потенційного розриву між «природною» відсотковою ставкою та обмеженою ринковою ставкою. Завдяки цьому аналізу, пише Зенгольц, було показано наступне: як правило, центральні банки управляють процесами грошової та кредитної експансії. Вони створюють та емітують нові кошти, які знижують відсоткові ставки і тим самим спонукають підприємців почати розширення бізнесу та модернізацію. Настає судорожний економічний бум, зростає заробітна плата та бізнес-витрати.
Далі Зенгольц пояснює. Створення грошей і кредиту породжує нове джерело попиту на товари та ресурси, на які реагує бізнес. Спочатку це генерує зміщення витрат на користь майбутнього, а не поточного споживання. Тобто, це викликає «інвестиційний бум» із зростанням зайнятості шляхом залучення ресурсів, які в іншому випадку були б спожиті. Ресурси будуть використовуватися таким чином, доки триває створення грошей, воно повинно продовжуватися прискореними темпами, щоб підтримувати бум зайнятості. Якщо його припиняють через страх швидкої інфляції цін, починається адаптація у формі депресії. З іншого боку, якщо монетарна експансія продовжуватиметься прискореними темпами, це врешті-решт призведе до руйнування порядку та виробництва, розпаду розподілу праці та масового безробіття.